# Palau Brandolin Rota
El Palau Brandolin Rota és un palau de Venècia, situat al barri de Dorsoduro i amb vistes al Gran Canal, entre la Gallerie dell'Accademia i el Palau Contarini Polignac.

## Història
El palau Rota va ser construït al segle XVII, amb només dues plantes. A mitjans del segle XVIII l'estructura va assolir les seves dimensions actuals. Va ser adquirida a la segona meitat del segle XIX (principis dels anys setanta) pel noble i major de l'Exèrcit Imperial i Reial Franz Edler von Hruschka (1819-1888), conegut com a Francesco, de Viena, ja pioner de l'apicultura a Dolo (Venècia), que hi va establir l'Hotel Universo, que més tard va caure en mal estat i es va vendre a principis dels anys vuitanta.
Actualment és propietat i residència privada de la família Brandolini Rota.
Al segle xix va ser adaptat per allotjar l'Hotel Universo, i va esdevenir per poc temps la residència de la famosa soprano Toti Dal Monte. En temps més recents, el palau va acollir el Circolo Società dell'Unione, un dels darrers clubs de cavallers d'Itàlia.

## Arquitectura
El palau Brandolin Rota és un edifici de tres plantes, amb un entresol entre la planta baixa i la primera planta noble. La façana que dona al canal és senzilla, amb un portal d'arc de punt rodó que domina l'aigua al centre. Les dues plantes principals, de diferents èpoques però substancialment iguals, tenen cadascuna nou obertures d'arc de mig punt, amb les cinc centrals unides per formar una finestra de cinc llums; cal destacar la presència de balustrades que afecten totes les obertures de la primera planta principal i només la finestra de cinc llums de la segona, corresponent a la qual el palau té una part de la façana aixecada i timpànica, amb dues finestres quadrades monofàl·liques.